# 이야기 속으로의 에피소드 목록 (1997년)
이 문서에서는 대한민국의 문화방송 MBC TV에서 방송되었던 성공 다큐멘터리 프로그램 《이야기 속으로》의 1997년 에피소드 목록을 나열한다.

## 에피소드 목록
| 회차 | 방송일    | 부제 (서브 타이틀)                       | 풀영상 | 비고 |
| ---- | --------- | ---------------------------------------- | ------ | ---- |
| 25회 | 1월 3일   | 첫날 밤에 생긴일                         |        |      |
| 25회 | 1월 3일   | 한나의 겨울                              |        |      |
| 25회 | 1월 3일   | 왕소금 가족                              |        |      |
| 26회 | 1월 10일  | 신세대의 귀신체험                        |        |      |
| 26회 | 1월 10일  | 전압 그만 볼트를 이긴 사나이             |        |      |
| 26회 | 1월 10일  | 30년 동안의 오해                         |        |      |
| 27회 | 1월 17일  | 아줌마가 운전                            |        |      |
| 27회 | 1월 17일  | 황금소나무의 비밀                        |        |      |
| 27회 | 1월 17일  | 벼락 맞은 아버지 그 이후                 |        |      |
| 28회 | 1월 24일  | 죽은 아내의 방문                         |        |      |
| 28회 | 1월 24일  | 구렁이의 저주                            |        |      |
| 28회 | 1월 24일  | 두부에 새겨진 비밀                       |        |      |
| 29회 | 1월 31일  | 두 할머니의 원혼                         |        |      |
| 29회 | 1월 31일  | 자매는 용감했다                          |        |      |
| 29회 | 1월 31일  | 성훈이의 선물                            |        |      |
| 30회 | 2월 14일  | 동굴의 영혼                              |        |      |
| 30회 | 2월 14일  | 선생님의 엉뚱한 복수                     |        |      |
| 30회 | 2월 14일  | 호촌리 수수께기                          |        |      |
| 31회 | 2월 21일  | 열녀비의 분노                            |        |      |
| 31회 | 2월 21일  | 저주 받은 사택                           |        |      |
| 31회 | 2월 21일  | 잠결에 보낸 청춘                         |        |      |
| 32회 | 2월 28일  | 분만대기실에서 생긴 일                   |        |      |
| 32회 | 2월 28일  | 도깨비 집터                              |        |      |
| 32회 | 2월 28일  | 눈물로 비번 자장면                       |        |      |
| 33회 | 3월 7일   | 암태도 '추테'의 비밀                     |        |      |
| 33회 | 3월 7일   | 죽음의 해저동굴                          |        |      |
| 33회 | 3월 7일   | 결혼식날의 출산소동                      |        |      |
| 34회 | 3월 14일  | 석산리에 돌비 내렸다                     |        |      |
| 34회 | 3월 14일  | 옷장속의 남자                            |        |      |
| 34회 | 3월 14일  | 저승가는 배                              |        |      |
| 35회 | 3월 21일  | 시어머니의 칸                            |        |      |
| 35회 | 3월 21일  | 병아리 형사                              |        |      |
| 35회 | 3월 21일  | 죽은 딸의 귀향                           |        |      |
| 36회 | 3월 28일  | 안두봉의 생과사                          |        |      |
| 36회 | 3월 28일  | 파출소의 소복 여인                       |        |      |
| 36회 | 3월 28일  | 여보 제발 참아주세요                     |        |      |
| 37회 | 4월 4일   | 홀딱 벗고 세바퀴                         |        |      |
| 37회 | 4월 4일   | 50년 전의 남편                           |        |      |
| 37회 | 4월 4일   | 사진에 수염났다                          |        |      |
| 38회 | 4월 11일  | 코끼리가 호랑이를 이긴다                 |        |      |
| 38회 | 4월 11일  | 저승사자의 방문                          |        |      |
| 38회 | 4월 11일  | 마지막 소원                              |        |      |
| 39회 | 4월 18일  | 신성리 강씨의 죽음                       |        |      |
| 39회 | 4월 18일  | 처녀귀신 공포                            |        |      |
| 39회 | 4월 18일  | 세상에서 가장 재수없는 사나이            |        |      |
| 40회 | 4월 25일  | 용꿈 대 돼지꿈                           |        |      |
| 40회 | 4월 25일  | 갈기산의 비극                            |        |      |
| 40회 | 4월 25일  | 버릴거면 나줘요                          |        |      |
| 41회 | 5월 2일   | 저승에서 돌아온 사람                     |        |      |
| 41회 | 5월 2일   | 귀신을 이긴 부부                         |        |      |
| 41회 | 5월 2일   | 눈먼 벌치기의 행복존                     |        |      |
| 42회 | 5월 9일   | 꿈이 두려운 여자                         |        |      |
| 42회 | 5월 9일   | 도깨비가 있다                            |        |      |
| 42회 | 5월 9일   | 나의 어머니                              |        |      |
| 43회 | 5월 23일  | 개가 된 새색시                           |        |      |
| 43회 | 5월 23일  | 혼풀로 지킨 약속                         |        |      |
| 43회 | 5월 23일  | 그들의 인연                              |        |      |
| 44회 | 5월 30일  | 엄마는 못말려                            |        |      |
| 44회 | 5월 30일  | 창밖의 여인                              |        |      |
| 44회 | 5월 30일  | 오병순씨의 별난 인생                     |        |      |
| 45회 | 6월 6일   | 고모의 한                                |        |      |
| 45회 | 6월 6일   | 철환이의 꿈                              |        |      |
| 45회 | 6월 6일   | 나는 개구리 알을 낳았다                  |        |      |
| 46회 | 6월 13일  | 딱구 딱구                                |        |      |
| 46회 | 6월 13일  | 모정                                     |        |      |
| 46회 | 6월 13일  | 권태기는 없다                            |        |      |
| 47회 | 6월 20일  | 객사가 벼락을 불렸다                     |        |      |
| 47회 | 6월 20일  | 공동묘지 울음소리                        |        |      |
| 47회 | 6월 20일  | 어머니를 찾습니다                        |        |      |
| 49회 | 7월 4일   | 술독에서 나온 사나이                     |        |      |
| 49회 | 7월 4일   | 용돈 여관의 비밀                         |        |      |
| 49회 | 7월 4일   | 환생                                     |        |      |
| 50회 | 7월 11일  | 해롱해롱 결혼식                          |        |      |
| 50회 | 7월 11일  | 화장골에서 생긴일                        |        |      |
| 50회 | 7월 11일  | 할머니의 똥술                            |        |      |
| 51회 | 7월 18일  | 잠과의 전쟁                              |        |      |
| 51회 | 7월 18일  | 무당이 살던 집                           |        |      |
| 51회 | 7월 18일  | 월하미인                                 |        |      |
| 52회 | 7월 25일  | 공포의 피서지                            |        |      |
| 52회 | 7월 25일  | 그 여자의 정체                           |        |      |
| 52회 | 7월 25일  | 처녀 귀신의 사랑                         |        |      |
| 53회 | 8월 8일   | 아버지의 영혼                            |        |      |
| 53회 | 8월 8일   | 환생                                     |        |      |
| 53회 | 8월 8일   | 할머니의 방                              |        |      |
| 54회 | 8월 22일  | 저절로 일어선 나무                       |        |      |
| 54회 | 8월 22일  | 터널 속의 환생                           |        |      |
| 54회 | 8월 22일  | 어머니의 잠버릇                          |        |      |
| 55회 | 8월 29일  | 스피드                                   |        |      |
| 55회 | 8월 29일  | 귀곡의 처녀귀신                          |        |      |
| 55회 | 8월 29일  | 두꺼비 여인                              |        |      |
| 56회 | 9월 5일   | 앗! 주전자                               |        |      |
| 56회 | 9월 5일   | 사구사의 비밀                            |        |      |
| 56회 | 9월 5일   | 그녀가 사랑에 빠졌을 때                  |        |      |
| 57회 | 9월 12일  | 내 딸 성민이                             |        |      |
| 57회 | 9월 12일  | 애장터의 한                              |        |      |
| 57회 | 9월 12일  | 철환이의 꿈, 그 후                       |        |      |
| 58회 | 9월 19일  | 죽은 자의 초대                           |        |      |
| 58회 | 9월 19일  | 남편은 악귀신                            |        |      |
| 58회 | 9월 19일  | 둔갑여우를 찾아서                        |        |      |
| 59회 | 9월 26일  | 저승에서 만난 아버지                     |        |      |
| 59회 | 9월 26일  | 할머니의 무덤                            |        |      |
| 59회 | 9월 26일  | 살빼기 대작전                            |        |      |
| 60회 | 10월 3일  | 반지의 저주                              |        |      |
| 60회 | 10월 3일  | 귀곡 고개의 원혼                         |        |      |
| 60회 | 10월 3일  | 진우의 작별                              |        |      |
| 61회 | 10월 10일 | 매임씨의 수호신                          |        |      |
| 61회 | 10월 10일 | 저승에 세번 간 아버지                    |        |      |
| 61회 | 10월 10일 | 비둘기 할머니의 소망                     |        |      |
| 62회 | 10월 17일 | 남편은 간 큰남자                         |        |      |
| 62회 | 10월 17일 | 뱀이 준 인연                             |        |      |
| 62회 | 10월 17일 | 여자로 태어난 남자                       |        |      |
| 63회 | 10월 24일 | 울보신랑                                 |        |      |
| 63회 | 10월 24일 | 아들 넷이 죽은 이유                      |        |      |
| 63회 | 10월 24일 | 어머니의 딸                              |        |      |
| 64회 | 10월 31일 | 소설가의 개꿈                            |        |      |
| 64회 | 10월 31일 | 19일간의 공포                            |        |      |
| 64회 | 10월 31일 | 수기씨의 선택                            |        |      |
| 65회 | 11월 7일  | 자리를 놓친 후                           |        |      |
| 65회 | 11월 7일  | 명랑씨가 사는 이유                       |        |      |
| 66회 | 11월 14일 | 전라도 색시, 전라도 신랑                 |        |      |
| 66회 | 11월 14일 | 사랑과 영혼                              |        |      |
| 67회 | 11월 28일 | 천생연분                                 |        |      |
| 67회 | 11월 28일 | 날아다니는 둘                            |        |      |
| 67회 | 11월 28일 | 당첨을 축하합니다                        |        |      |
| 68회 | 12월 12일 | 어신                                     |        |      |
| 68회 | 12월 12일 | 40전에 요절할 사주                       |        |      |
| 68회 | 12월 12일 | 동호씨의 빈손                            |        |      |
| 69회 | 12월 26일 | '97 한국의 불가사의 - 귀신을 만난 사람들 |        |      |